# Notazione scientifica
La notazione scientifica (indicata anche come notazione esponenziale) è un modo conciso di esprimere numeri reali con molte cifre che altrimenti sarebbe disagevole rappresentare in notazione decimale. Per ottenere questo risultato si utilizzano potenze intere della base utilizzata per la notazione posizionale in uso.

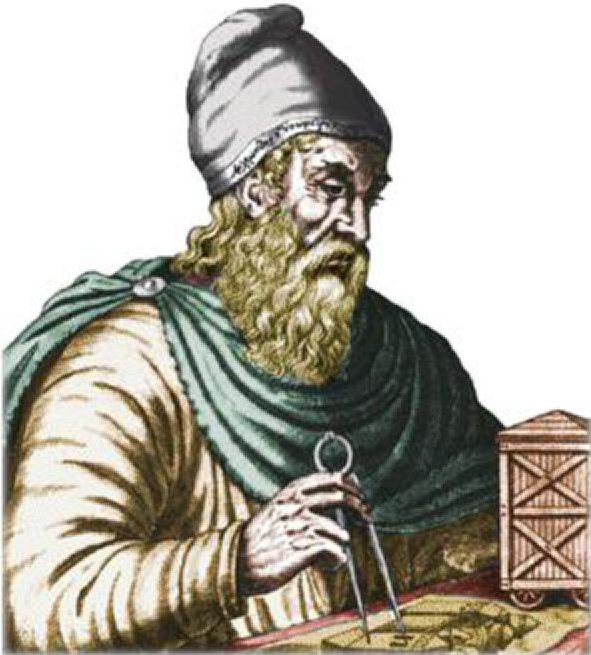
Archimede, il padre della notazione scientifica.
Esempio di notazione scientifica (la costante di Avogadro)
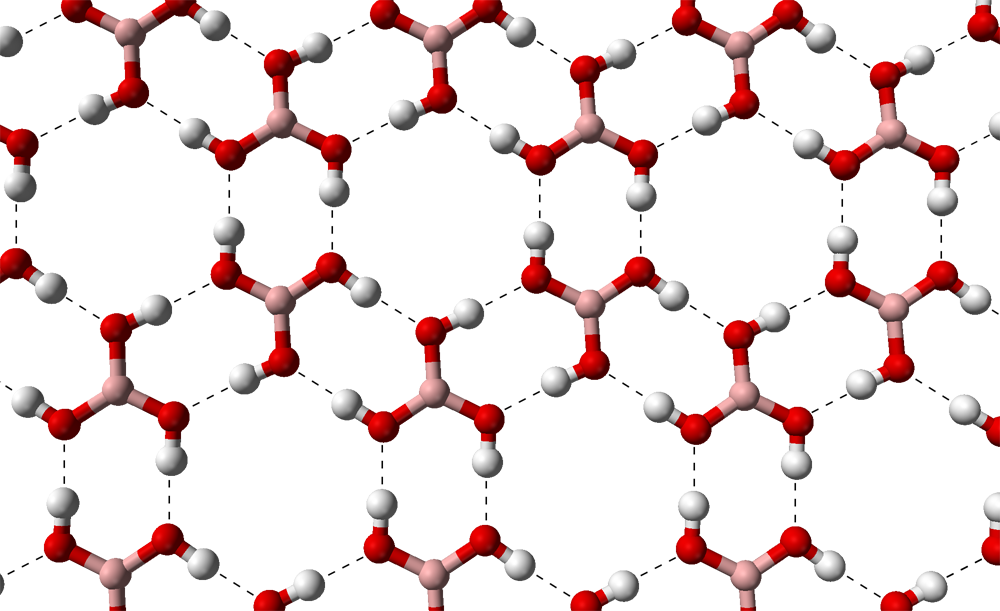
1 mole di molecole ha circa 6,02 × 10 23 molecole.
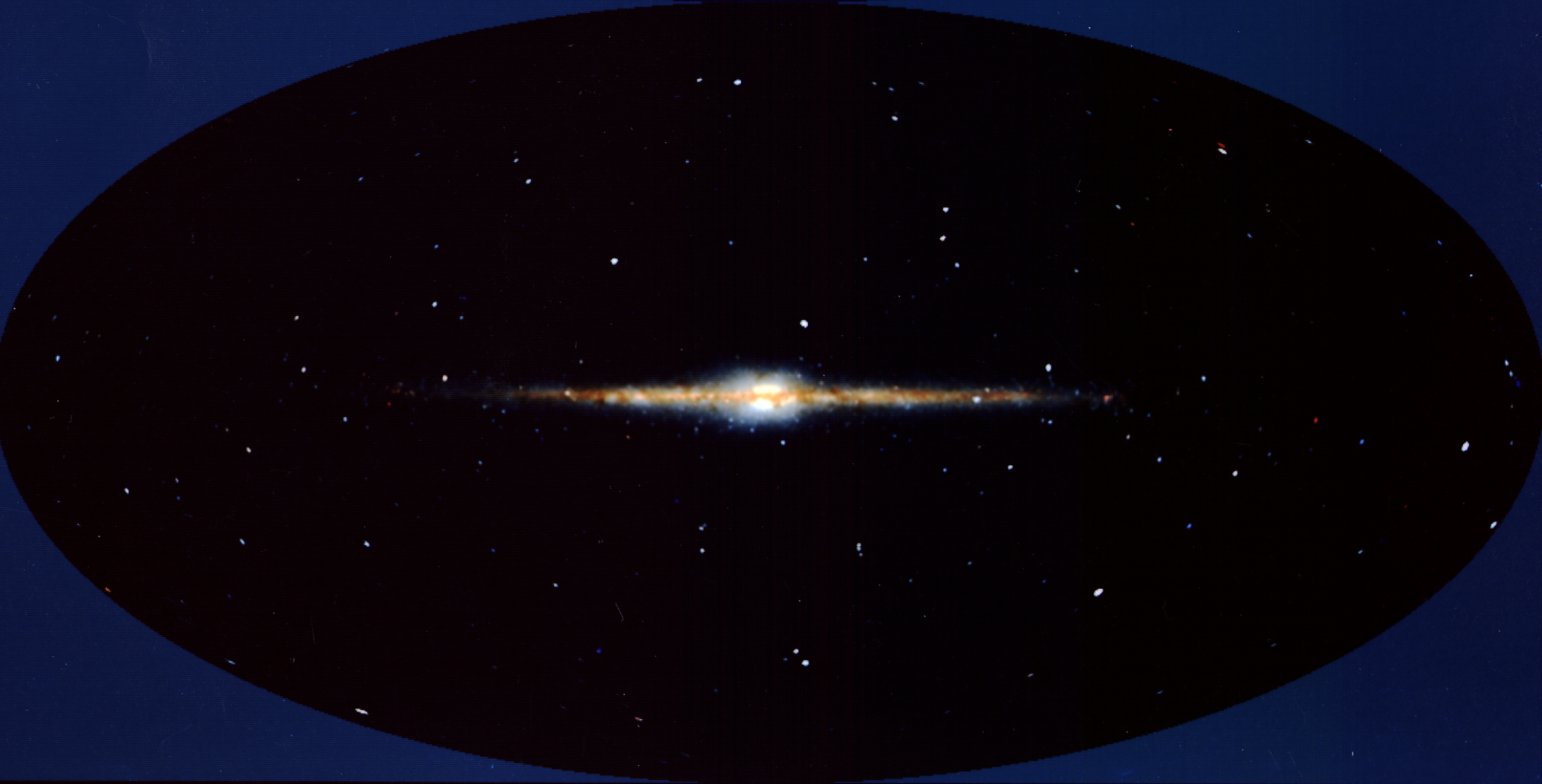
La massa della Via Lattea è di 1 × 1041 kg

## Notazione esponenziale
Utilizzando la notazione scientifica, per esempio, tutti i numeri in base dieci vengono rappresentati nella forma:
m × 10n
(m volte dieci elevato alla potenza di n) dove l'esponente n è un numero intero (che può essere positivo, negativo o, anche, uguale  a zero) e il coefficiente m è un qualsiasi numero reale. L'esponente n viene chiamato ordine di grandezza e il coefficiente m viene chiamato mantissa. (Il termine "mantissa" potrebbe tuttavia causare confusione, dal momento che è anche il nome della parte frazionaria di un logaritmo.)
La maggior parte delle calcolatrici e dei programmi per computer presentano i numeri molto grandi e molto piccoli usando la notazione scientifica. Il 10 è normalmente omesso e la lettera E è usata per indicare l'esponente: per esempio, 1,56E+29 (nel caso di esponente positivo) o 1,87E-12 (nel caso di esponente negativo). Da notare che questa E non ha relazioni con la costante matematica e.
In termini più generali possiamo dire che un numero reale {\displaystyle x} può essere rappresentato in una base {\displaystyle \beta } in questo modo: {\displaystyle x=\pm (.c_{1}c_{2}c_{3}...)\beta ^{p}}
Il "." è detto punto radice, mentre le prime cifre della mantissa ({\displaystyle c_{1}c_{2}c_{3}}), sono dette cifre significative (o essenziali)
La notazione scientifica è molto utile per esprimere grandezze fisiche, dato che è possibile scrivere solo le cifre significative, rendendo leggibili testi che trattano quantità molto grandi o molto piccole in semplicità e chiarezza senza alterare il valore iniziale.

## Notazione normalizzata
Qualsiasi numero intero può essere scritto nel formato m × 10n in molti modi: ad esempio, 350 può essere scritto come 3,5×102 o 35×101 o 350×100.
Nella notazione normalizzata, l'esponente n è scelto in modo che il valore assoluto di m rimanga almeno uno ma inferiore a dieci (1 ≤ |m| < 10).  Quindi 350 è scritto come 3,5×102.  Questa forma consente un facile confronto dei numeri, in quanto l'esponente n fornisce l'ordine di grandezza del numero. Nella notazione normalizzata, l'esponente n è negativo per un numero con valore assoluto compreso tra 0 e 1 (ad es. 0,5 è scritto come 5×10−1).  Il 10 e l'esponente sono spesso omessi quando l'esponente è 0.
La forma scientifica normalizzata è la tipica forma di espressione di grandi numeri in molti campi, a meno che non si desideri una forma non normalizzata, come la notazione ingegneristica. La notazione scientifica normalizzata viene spesso chiamata notazione esponenziale, anche se quest'ultimo è più generale e si applica anche quando m non è limitato all'intervallo da 1 a 10 (come nella notazione di ingegneria per esempio) e a basi diverse da 10 (come in 3,15 × 220).

## Notazione ingegneristica
La notazione ingegneristica (spesso indicata come modalità di visualizzazione "ENG" sui calcolatori scientifici) differisce dalla notazione scientifica normalizzata in quanto l'esponente n è limitato a multipli di 3. Di conseguenza, il valore assoluto di m è compreso nell'intervallo 1 ≤ |m| < 1000, anziché 1 ≤ |m| < 10. Sebbene simile nel concetto, notazione ingegneristica è raramente chiamata notazione scientifica. La notazione ingegneristica consente ai numeri di corrispondere esplicitamente ai prefissi SI corrispondenti, il che facilita la lettura e la comunicazione orale. Ad esempio, 12,5×10−9 m possono essere letti come "dodici virgola cinque nanometri" e scritti come 12,5 nm, mentre la sua notazione scientifica equivalente a 1,25×10−8 m verrebbe probabilmente letta come "uno virgola venticinque per dieci alla meno otto metri".

## Cifre significative
Una cifra significativa è una cifra in un numero che contribuisce a migliorarne la precisione. Sono definiti significativi tutti i numeri diversi da zero, gli zeri posizionati in mezzo a cifre significative e gli zeri esplicitamente indicati come significativi. Gli zeri all'inizio ed alla fine di un numero non sono significativi perché servono unicamente a definirne l'ordine di grandezza. Quindi, 1 230 400 normalmente presenta cinque cifre significative: 1, 2, 3, 0, e 4; gli ultimi due zeri non contribuiscono ad aumentare la precisione del valore.
Quando un numero viene convertito in notazione normalizzata in base dieci, la mantissa mantiene tutte le cifre significative, mentre gli zeri all'inizio e alla fine del numero vengono scartati. Dunque 1 230 400 diventa 1,2304×106. Di conseguenza questa notazione rende il numero di cifre significative facilmente identificabile.